# Борго Санта Марија (Латина)
Борго Санта Марија (итал. Borgo Santa Maria) је насеље у Италији у округу Латина, региону Лацио.
Према процени из 2011. у насељу је живело 640 становника. Насеље се налази на надморској висини од 21 м.